# Le Bal champêtre
Le Bal champêtre est un tableau du peintre français Antoine Watteau réalisé vers 1713-1715. Cette huile sur toile représente un couple  dansant le menuet au centre d'une assemblée de spectateurs répartie entre deux rangées d'arbres dans une forêt. Partie d'une collection privée à Fontainebleau, elle a été déclarée trésor national en 2022.